# Рустерси Хелсинки
Рустерси Хелсинки су клуб америчког фудбала из Хелсинкија у Финској. Основани су 1979. године и своје утакмице играју на стадиону Хелсинки велдром. Такмиче се тренутно у Првој лиги Финске, и Лига шампиона - Група Север. Најуспешнији су и најтрофејнији клуб у Финској са 15 титула.